# María Martínez (periodista)
María Jesica Araceli Martínez Sthefani (Posadas, 17 de septiembre de 1992) conocida como María Martínez, es una periodista, presentadora de televisión, actriz y modelo argentina.En 2019 entrevistó al historiador argentino Alberto Lettieri en Radio El Mundo, en 2022 entrevistó al ex secretario de Comercio Interior argentino Guillermo Moreno, y al exministro de Economía y Obras Públicas, Julio de Vido. En 2023 entrevistó al politólogo y ex jefe de Gabinete de Ministros argentino Juan Manuel Abal Medina.

## Carrera profesional
María Martínez, comenzó su carrera como modelo a los 14 años de edad. Estudió literatura en la Universidad Nacional de Misiones.  En 2006 participó en Wonder Woman Colombia. Fue modelo de empresas de Jeans en Estados Unidos y Colombia.
En 2012 y 2014, María Martínez comenzó el periodismo en la radio y televisión. Fue presentadora de televisión en Canal 4, Posadas, Argentina. En 2019 fue periodista de Radio El Mundo. En 2022, María Martínez fue secretaria general de la asociación metropolitana de editores periodísticos (AMEP) y renunció al cargo en 2024. En 2019 María Martínez entrevistó al historiador argentino Alberto Lettieri . En 2022 entrevistó al exsecretario de Comercio Interior argentino, Guillermo Moreno, al abogado argentino, Jonathan Baldiviezo, y al exministro de Economía y Obras Públicas, Julio de Vido. En 2023 entrevistó al politólogo y ex jefe de Gabinete de Ministros argentino Juan Manuel Abal Medina, al representante de la organización social argentina, Polo Obrero, Eduardo Belliboni, al sindicalista y político argentino, Néstor Pitrola, a la periodista argentina y exesposa del político argentino, Diego Santilli, Nancy Pazos, a la política argentina y ex Legisladora de la Ciudad de Buenos Aires, Vilma Ripoll, y al hermano de la fallecida modelo, y actriz argentina, Natacha Jaitt, Ulises Jaitt.

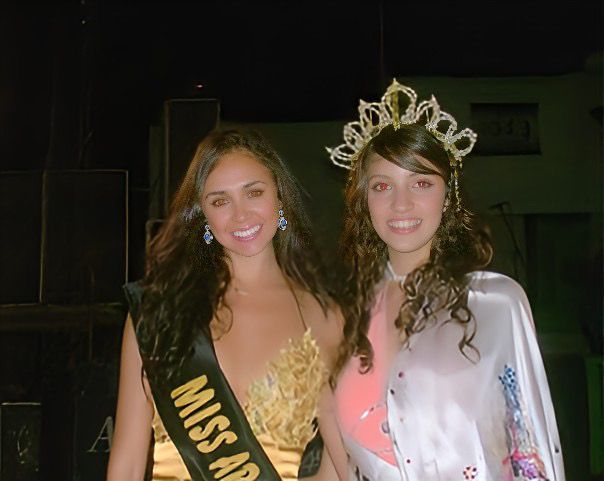
María Martínez en Miss Argentina 2008

En 2022, María Martínez fue actriz en la temporada 2 de la miniserie «Niñes mal», e interpretó Gia Bariochi, donde exponen personas con orientaciones sexuales o identidades de género no mayoritarias GLBTI y problemáticas más comunes en la droga y el consumo abusivos de sustancias tóxicas, el alcohol, el narcotráfico y la corrupción. Fue elegida para exponer la imagen de la  de la editorial argentino Ciccus, incentivó la lectura a través de diferentes formatos.

## Controversias
En 2008 María Martínez fue elegida y coronada Miss Argentina, su participación en certámenes internacionales fue limitada debido a los inconvenientes legales de las organizaciones que disputaban con el título Miss Argentina.  

## Nacimiento
María Martínez nació el 17 de septiembre de 1992, Argentina, Posadas, Misiones.